# Benito Rubiñán
Benito Rubiñán (Redondela, Pontevedra, 11 de septiembre de 1949) es un exfutbolista español que jugaba en la demarcación de defensa.

## Biografía
Tras formarse como futbolista en el CD Choco, se marchó por una temporada al CD Ourense en la Segunda División de España. En 1970 se fue traspasado al Deportivo de la Coruña, que también jugaba en segunda y que tras quedar en tercera posición, ascendió a la Primera División de España, llegando a anotar seis goles en 56 encuentros. Posteriormente se marchó al Real Madrid CF por seis millones de pesetas, con el que se hizo con dos Copa del Rey y dos ligas. Finalmente jugó también para el Burgos CF, el Real Murcia y en el CD Guadalajara, donde se retiró en 1985.

## Clubes
| Club                   | País   | Año         | Partidos | Goles |
| ---------------------- | ------ | ----------- | -------- | ----- |
| CD Ourense             | España | 1969 - 1970 | 30       | 5     |
| Deportivo de la Coruña | España | 1970 - 1973 | 84       | 9     |
| Real Madrid CF         | España | 1973 - 1977 | 98       | 8     |
| Burgos CF              | España | 1977 - 1980 | 58       | 3     |
| Real Murcia            | España | 1980 - 1981 | 28       | 0     |
| CD Guadalajara         | España | 1982 - 1985 |          |       |

## Palmarés

### Campeonatos nacionales
| Título                     | Club           | País   | Año  |
| -------------------------- | -------------- | ------ | ---- |
| Copa del Rey               | Real Madrid CF | España | 1974 |
| Copa del Rey               | Real Madrid CF | España | 1975 |
| Primera División de España | Real Madrid CF | España | 1975 |
| Primera División de España | Real Madrid CF | España | 1976 |